# Dysphania andersonii
Dysphania andersonii là một loài bướm đêm trong họ Geometridae.